# ویلیام هوارد راسل
ویلیام هوارد راسل (زاده ۲۸ مارس ۱۸۲۱- درگذشته ۱۱ فوریه ۱۹۰۷) روزنامه‌نگاری ایرلندی بود.
وی خبرنگار جنگ نیز بود و در ماه مه ۱۸۹۵ درجه سلحشوری (شوالیگی) دریافت کرد.